# Бьеркели, Ховард
Ховард Бьеркели (норв. Håvard Bjerkeli; род. 5 августа 1977 года, Исфьорден) — норвежский лыжник, призёр чемпионата мира, победитель этапов Кубка мира. Специализировался в спринтерских гонках.
В Кубке мира Бьеркели дебютировал в 1998 году, в ноябре 2001 года одержал первую победу на этапе Кубка мира, в эстафете. Всего имеет на своём счету 6 побед на этапах Кубка мира, 3 в спринте, 2 в командном спринте и 1 в эстафете. Лучшим достижением Бьеркели в общем итоговом зачёте Кубка мира являются 18-е места в сезонах 2001/02 и 2003/04.
На Олимпиаде-2002 в Солт-Лейк-Сити принимал участие в спринтерской гонке свободным стилем, и, несмотря на победу в квалификации, в четвертьфинальном забеге был лишь 4-м и занял итоговое 13-е место.
На чемпионате мира 2003 года в Валь-ди-Фьемме завоевал серебряную медаль в спринтерской гонке свободным стилем, кроме того, занял 30-е место в гонке на 50 км свободным стилем.
Ховард Бьеркели завершил профессиональную карьеру по окончании сезона 2005/06.
Выступал на лыжах производства фирмы Madshus.